# Кукіль-Яснопольський Іван Андрійович
Кукіль-Яснопольський Іван Андрійович (р. н. і р. с. невід.) — один з найбільших цукрозаводчиків Лівобережної України 2-ї половині 19 ст.

## Біографія
Народився у сім'ї російського дворянина польського походження. Початкову освіту здобув удома, у маєтку батька в одному з сіл Сумського повіту Харківської губернії. 
Після закінчення військової гімназії в Києві кілька років служив в армії, а потім — в Окремому корпусі жандармів (див. Жандармерія). Приблизно від 1878 — у відставці в чині штабсротмістра. 
Замешкав у с. Куянівка (нині село Білопільського району Сумської обл.), став власником місцевої цукроварні. Разом із купцем А.Бартельсом досить швидко переобладнав це підприємство, перетворивши його на завод із паровими двигунами, локомобілями, вакуумними агрегатами, гідравлічними пресами, дифузійними котлами. Завод давав щороку в середньому до 120—150 тис. пудів цукру-піску на 540—600 тис. рублів, на ньому працювало від 650 до 700 робітників. За всіма показниками він був найпотужнішою виробничою одиницею відповідного профілю в Харківській губернії, а також входив до п'ятірки найбільших цукрових підприємств європейської частини Російської імперії. 
Після Жовтневого перевороту 1917 року в Петрограді,  радянська влада націоналізувала завод; трохи згодом на його базі був створений Куянівський цукрокомбінат і центральна садиба радгоспу «Куянівський».